# ヨーゼフ・フォン・ヘッセン＝ローテンブルク
ヨーゼフ・フォン・ヘッセン＝ローテンブルク（Joseph von Hessen-Rotenburg, 1705年9月23日 - 1744年6月24日）は、ドイツ・ヘッセン＝ローテンブルク方伯家の世子。

## 生涯
ヘッセン＝ローテンブルク方伯エルンスト・レオポルトとその妻のエレオノーレ・ツー・レーヴェンシュタイン＝ヴェルトハイム＝ロシュフォールの間の第1子、長男として生まれた。1726年3月9日アンホルト城において、ザルム侯ルートヴィヒ・オットーの三女クリスティーネ（1707年 - 1775年）と結婚し、間に4人の子をもうけた。
- アンナ・ヴィクトリア・マリア・クリスティーナ（1728年 - 1792年） - 1745年スービーズ公シャルル・ド・ロアンと結婚[1]
- マリー・ルイーゼ・エレオノーレ（1729年 - 1800年） - 1756年ザルム＝ザルム侯マクシミリアンと結婚
- レオポルディーネ・ドロテア・エリーザベト・マリー（1731年 - ?）
- エルンスト（1735年 - 1742年）

1744年、父に先立って死去。妻との間の男子が育っておらず、方伯家の家督は11歳年下の弟コンスタンティンが相続した。

## 引用
1. 1 2  van de Pas, Leo. “Joseph, Hereditary Prince of Hessen-Rotenburg”. Genealogics .org. 2010年3月16日閲覧。